# Distelrasen
Als Distelrasen wird der westlichste Teil des Hessischen Landrückens am Übergang zum Vogelsberg unmittelbar nördlich von Schlüchtern im hessischen Main-Kinzig-Kreis bezeichnet. Hier liegt mit knapp 370 m ü. NHN der niedrigste Pass über die Rhein-Weser-Wasserscheide zwischen dem Vogelsberg und der Rhön im Osten.
Über den Distelrasen verläuft die Bundesautobahn 66 mit der Raststätte Distelrasen Nord; die Bahn unterquert ihn mittels des Schlüchterner Tunnels. 
Am 25. April 2011 wurde mit dem Neuen Schlüchterner Tunnel eine zweite Tunnelröhre in Betrieb genommen. Die Altröhre wurde danach aufwändig saniert. Seit Mitte 2014 dient jede Röhre einer Fahrtrichtung.